# والت ديزني ستوديوز موشن بيكشرز
استوديوهات أفلام والت ديزني (بالإنجليزية: Walt Disney Studios Motion Pictures)‏ هو قسم مختص بتوزيع الأفلام يتبع ‌شركة والت ديزني.
تأسس عام 1953 تحت اسم شركة توزيع بوينا فيستا (بالإنجليزية: Buena Vista Distribution Company)‏، القسم قام بتوزيع وتسويق الأفلام التي تنتجها استوديوهات والت ديزني؛ منها أفلام والت ديزني وتوتشستون بيكشرز، ومنذ 2012، استوديوهات مارفل. القسم أخذ اسمه الحالي في 2007، وكان اسمه قبل ذلك بوينا فيستا لتزويع الأفلام (بالإنجليزية: Buena Vista Pictures Distribution)‏ منذ 1987.